# Kogola
Kogola est une commune rurale située dans le département de Gourcy de la province du Zondoma dans la région Nord au Burkina Faso.

## Géographie
Situé sur la rive sud de la rivière Kourougui, Kogola se trouve à environ 10 km au sud-ouest du centre de Gourcy, le chef-lieu du département, et 25 km au nord de Yako. Kogola se trouve également à 6 km à l'ouest de Niessèga et de la route nationale 2 reliant le centre et le nord du pays.

## Économie
L'économie de Kogola est basée sur l'agriculture et surtout les maraîchages au nord de la ville, activités permises grâce à la proximité de la Kourougui pour l'irrigation.

## Santé et éducation
Le centre de soins le plus proche de Kogola est le centre de santé et de promotion sociale (CSPS) de Niessèga tandis que le centre médical (CM) de la province se trouve à Gourcy.
Kogola possède une école primaire alors que les collège et lycée d'enseignement général (LEG) les plus proches se trouvent à Niessèga.